# Deviationsmoment
Das Deviationsmoment {\displaystyle J_{xy}} (häufig auch als Zentrifugalmoment oder Nebenträgheitsmoment bezeichnet) ist eine physikalische Größe, die als Maß für das Bestreben eines rotierenden Körpers (Kreisel), seine Rotationsachse zu verändern, aufgefasst werden kann.
Es tritt immer dann auf, wenn ein Körper nicht um eine seiner Hauptträgheitsachsen rotiert. Deviations- und Trägheitsmomente werden zum Trägheitstensor zusammengefasst, die Deviationsmomente sind seine Nebendiagonalen.
Mathematisch betrachtet ist das Deviationsmoment ein Ausdruck der Form
{\displaystyle J_{xy}=\int x\cdot y\cdot \mathrm {d} m}
mit der Masse {\displaystyle m}.

## Herleitung
Die Zentrifugalkraft, von welcher sich der Begriff Zentrifugalmoment ableitet, beträgt:
{\displaystyle F_{\mathrm {Z} }=m\cdot \omega ^{2}\cdot r}
mit
- der Winkelgeschwindigkeit {\displaystyle \omega }
- dem Radius {\displaystyle r}.

Hierbei kann man die Masse durch ein infinitesimal kleines Massenstück dm ersetzen und über die Masse integrieren:
{\displaystyle F_{\mathrm {Z} }=\omega ^{2}\cdot \int r\cdot \mathrm {d} m}
Durch Einführung eines x-y-Koordinatensystems ist {\displaystyle r=x}.
Besteht nun im System für die Zentrifugalkraft ein Hebelarm {\displaystyle y}, so wirkt auf das System ein Drehmoment {\displaystyle M=F_{\mathrm {Z} }\cdot y}, von dem das Deviationsmoment ein Teil ist:
{\displaystyle M=\omega ^{2}\cdot \int x\cdot y\cdot \mathrm {d} m}
Der Hebelarm kann nur auftreten, wenn der Körper nicht um seine Hauptträgheitsachsen rotiert, andernfalls würden sich jegliche Hebelarme für alle infinitesimal kleinen Massenkomponenten in der Summe zu Null addieren. Aus diesem Grund ist das Deviationsmoment auch ein Maß für die Asymmetrie eines Körpers.